# 宝隆洋行

宝隆洋行旗帜

宝隆洋行（英文：EAC, East Asiatic Company）是一間丹麦跨国航運公司，1897年在哥本哈根創辦，在1949年前活跃于中国市场。

## 外部連結
- 宝隆洋行网址